# Arrhinoceratops
Arrhinoceratops („Beznosá rohatá tvář“) byl rod středně velkého rohatého (ceratopsidního) dinosaura, žijícího na konci křídového období (geologický věk maastricht, asi před 70 miliony let) na území dnešní Kanady. Žil o pár milionů let dříve než jeho blízký příbuzný Triceratops.

## Historie
Tento dinosaurus je znám pouze z pozůstatků jedné fragmentární lebky bez spodní čelisti, objevené v souvrství Horseshoe Canyon v Red Deer Valley v Albertě v roce 1923. Lebku objevil americký paleontolog W. A. Parks, který také ceratopsida o dva roky později popsal. Dnes je znám pouze jeden druh, A. brachyops. V roce 1946 popsal z Utahu další domnělý druh paleontolog Gilmore jako A. utahensis. Ten byl však od té doby přesunut pod rod Torosaurus.

## Popis
Arrhinoceratops byl stejně jako ostatní velcí ceratopsidé čtyřnohý býložravec a dosahoval délky asi 4,5 metru a hmotnosti kolem 1300 kg. Paleontolog Thomas R. Holtz, Jr. však odhadl podstatně větší rozměry, a to délku 7 metrů. Přední část jeho čelistí pokrýval silný zobák krytý rohovinou.

## Příbuzné rody
- Anchiceratops
- Torosaurus
- Chasmosaurus
- Pentaceratops